# Profundidad (Misiones)
Profundidad é um município argentino da província de Misiones, situado dentro do departamento de Candelaria. Se situa em uma latitude de 27° 33' sul e em uma longitude de 55° 43' oeste.
O município conta com uma população de 497 habitantes, segundo o censo do ano 2001 (INDEC).